# Discurso del 3 de octubre de 2017
El Mensaje institucional de Su Majestad el Rey de 3 de octubre 2017, comúnmente conocido como Discurso del 3 de octubre, fue un mensaje televisado realizado por el monarca español que fue emitido en directo ante todo el país por los medios de comunicación, a las 21:00 horas del 3 de octubre de 2017. Felipe VI pronunció este discurso después de la celebración del referéndum de independencia de Cataluña de 2017, también conocido por el numerónimo 1-O, fue un referéndum de autodeterminación, constitucionalmente ilegal, convocado por el gobierno regional de Cataluña, suspendido por el Tribunal Constitucional el 7 de septiembre de 2017 y finalmente celebrado de manera irregular en la comunidad autónoma española de Cataluña el 1 de octubre de 2017.
Ha sido el quinto mensaje institucional extraordinario de un monarca español dirigido a la nación desde 1975. Las anteriores ocasiones se produjeron durante la madrugada del 23 al 24 de febrero de 1981, al producirse el intento de golpe de Estado de 1981; el 11 de marzo de 2004, a causa de los atentados que golpearon Madrid aquel día; el 23 de marzo de 2014, por el fallecimiento del expresidente del Gobierno, Adolfo Suárez, y el 2 de junio de 2014, durante la Abdicación de Juan Carlos I.

## Antecedentes
El 6 de septiembre de 2017, el parlamento regional de Cataluña aprobó la convocatoria de un referéndum vinculante sobre la independencia de Cataluña, con los votos a favor de los parlamentarios de Junts pel Sí y la CUP. Los partidos de la oposición se negaron a votar dicha ley, excepto Catalunya Sí que es Pot que se abstuvo. De acuerdo a la ley de ese referéndum, se proclamaría la independencia dos días después de la publicación de los resultados oficiales si el "sí" obtenía más votos que el "no", sin requerir una participación mínima.
El 7 de septiembre de 2017, el Tribunal Constitucional suspendió cautelarmente la ley de referéndum y advirtió a los 948 alcaldes catalanes y a 62 cargos de la Generalidad de Cataluña de que no podían participar en la organización del 1-O. Asimismo, la Fiscalía General del Estado presentó una querella por desobediencia al Tribunal Constitucional, prevaricación y malversación de caudales públicos contra la presidenta del parlamento regional, los miembros de la mesa del parlamento regional que votaron a favor de tramitar el proyecto de Ley de Referéndum, el presidente de la Generalidad de Cataluña y todos los miembros de su consejo ejecutivo. Al día siguiente fue admitida a trámite y el Tribunal Superior de Justicia de Cataluña ordenó la intervención de posibles urnas y otros efectos vinculados al referéndum. Se da la circunstancia de que varios de estos cargos ya acumulan otros procesos judiciales abiertos. En el caso de la presidenta del parlamento regional, Carme Forcadell, tres.
El 8 de septiembre, la Fiscalía General del Estado exigía para Carles Puigdemont, presidente de la Generalidad, y los consejeros del gobierno regional una fianza que garantizara los gastos que pudiera causar al erario público, que cifraba en 6,2 millones de euros, y el cierre de todas las páginas web promovidas por la Generalidad para promocionar el referéndum.
La Fiscalía Provincial de Barcelona presentó, el 14 de septiembre, una querella contra los miembros de la Sindicatura Electoral al considerar sus actuaciones «una clamorosa manifestación de desprecio al principio de autoridad representado por el Tribunal Constitucional». La acusación se basaba en los delitos de desobediencia, malversación y usurpación de funciones públicas.
El 13 de septiembre, el fiscal general del Estado, José Manuel Maza, ordenó investigar a los ayuntamientos que colaboren en la organización del referéndum del 1-O, y citar, por medio de la Policía Judicial, a los alcaldes en calidad de investigados y/o imputados.
Para intentar impedir el referéndum y «garantizar la legalidad» el Ministerio del Interior puso en marcha la operación Copérnico que consistió en el despliegue en Cataluña a partir del 22 de septiembre de 2017 de unos 10.000 agentes de la Policía Nacional y de la Guardia Civil procedentes del resto del país. Solo dos días antes habían tenido lugar los sucesos en torno a la consejería de Economía catalana en los que un grupo de guardias civiles no pudieron salir del edificio ante la multitud que lo rodeaba.
A pesar de encontrarse suspendido por el Tribunal Constitucional, el referéndum se celebró, sin ninguna garantía legal, el día 1 de octubre de 2017, consiguiendo según la Generalidad de Cataluña un 90 % de votos favorables a la independencia con un 43 % de participación. Los resultados fueron ampliamente cuestionados tanto por las irregularidades detectadas durante el proceso, como por la falta de ratificación por un órgano independiente.
El rey mantuvo reuniones con el presidente del Gobierno y con los líderes de los principales partidos, canceló los actos públicos y audiencias que tenía programados entre los días 2 y 8 de octubre. Se acordó con el Gobierno, que no había realizado ninguna declaración pública, que Felipe VI dirigiría un discurso a los españoles a las 21.00 horas del martes 3 de octubre, decisión que se hizo pública a las 18:25 del mismo día.

## Contenido
Mensaje de Su Majestad el Rey

Palacio de La Zarzuela, 3 de octubre de 2017

Buenas noches,

Estamos viviendo momentos muy graves para nuestra vida democrática. Y en estas circunstancias, quiero dirigirme directamente a todos los españoles. Todos hemos sido testigos de los hechos que se han ido produciendo en Cataluña, con la pretensión final de la Generalitat de que sea proclamada, ilegalmente, la independencia de Cataluña.
Desde hace ya tiempo, determinadas autoridades de Cataluña, de una manera reiterada, consciente y deliberada, han venido incumpliendo la Constitución y su Estatuto de Autonomía, que es la Ley que reconoce, protege y ampara sus instituciones históricas y su autogobierno. Con sus decisiones han vulnerado de manera sistemática las normas aprobadas legal y legítimamente, demostrando una deslealtad inadmisible hacia los poderes del Estado. Un Estado al que, precisamente, esas autoridades representan en Cataluña. Han quebrantado los principios democráticos de todo Estado de Derecho y han socavado la armonía y la convivencia en la propia sociedad catalana, llegando ─desgraciadamente─ a dividirla. Hoy la sociedad catalana está fracturada y enfrentada. Esas autoridades han menospreciado los afectos y los sentimientos de solidaridad que han unido y unirán al conjunto de los españoles; y con su conducta irresponsable incluso pueden poner en riesgo la estabilidad económica y social de Cataluña y de toda España.
En definitiva, todo ello ha supuesto la culminación de un inaceptable intento de apropiación de las instituciones históricas de Cataluña. Esas autoridades, de una manera clara y rotunda, se han situado totalmente al margen del derecho y de la democracia. Han pretendido quebrar la unidad de España y la soberanía nacional, que es el derecho de todos los españoles a decidir democráticamente su vida en común.
Por todo ello y ante esta situación de extrema gravedad, que requiere el firme compromiso de todos con los intereses generales, es responsabilidad de los legítimos poderes del Estado asegurar el orden constitucional y el normal
funcionamiento de las instituciones, la vigencia del Estado de Derecho y el autogobierno de Cataluña, basado en la Constitución y en su Estatuto de Autonomía.
Hoy quiero, además, transmitir varios mensajes a todos los españoles, particularmente a los catalanes. A los ciudadanos de Cataluña –a todos− quiero reiterarles que desde hace décadas vivimos en un Estado democrático que ofrece las vías constitucionales para que cualquier persona pueda defender sus ideas dentro del respeto a la ley. Porque, como todos sabemos, sin ese respeto no hay convivencia democrática posible en paz y libertad, ni en Cataluña, ni en el resto de España, ni en ningún lugar del mundo. En la España constitucional y democrática, saben bien que tienen un espacio de concordia y de encuentro con todos sus conciudadanos. Sé muy bien que en Cataluña también hay mucha preocupación y gran inquietud con la conducta de las autoridades autonómicas. A quienes así lo sienten, les digo que no están solos, ni lo estarán; que tienen todo el apoyo y la solidaridad del resto de los españoles, y la garantía absoluta de nuestro Estado de Derecho en la defensa de su libertad y de sus derechos.
Y al conjunto de los españoles, que viven con desasosiego y tristeza estos acontecimientos, les transmito un mensaje de tranquilidad, de confianza y, también, de esperanza. Son momentos difíciles, pero los superaremos. Son momentos muy complejos, pero saldremos adelante. Porque creemos en nuestro país y nos sentimos orgullosos de lo que somos. Porque nuestros principios democráticos son fuertes, son sólidos. Y lo son porque están basados en el deseo de millones y millones de españoles de convivir en paz y en libertad. Así hemos ido construyendo la España de las últimas décadas. Y así debemos seguir ese camino, con serenidad y con determinación. En ese camino, en esa España mejor que todos deseamos, estará también Cataluña.

Termino ya estas palabras, dirigidas a todo el pueblo español, para subrayar una vez más el firme compromiso de la Corona con la Constitución y con la democracia, mi entrega al entendimiento y la concordia entre españoles, y mi compromiso como Rey con la unidad y la permanencia de España.

Felipe R.

Felipe VI pronunció su discurso desde su despacho en el Palacio de la Zarzuela, delante de un retrato de Carlos III y junto a las banderas de España y de la Unión Europea. Comenzó reconociendo la extraordinaria gravedad del momento y condenando la «deslealtad inadmisible hacia los poderes del Estado» de Puigdemont y sus consejeros. Continuó denunciando la quiebra de los principios democráticos que deben regir todo Estado de Derecho, «socavado la armonía y la convivencia en la propia sociedad catalana, llegando desgraciadamente a dividirla». Ante el peligro de secesión, el rey exhortó a la clase política a asegurar el orden constitucional, el correcto funcionamiento de las instituciones y la vigencia del Estado de Derecho con el autogobierno de la región ajustado a la Constitución. De forma tajante, avisó que las autoridades catalanas se habían situado fuera del derecho y de la democracia, culminando una apropiación inaceptable de las instituciones históricas de Cataluña.
En una de la frases más importantes de su discurso, el monarca denunció que los políticos independentistas habían «pretendido quebrar la unidad de España y la soberanía nacional, que es el derecho de todos los españoles a decidir democráticamente su vida en común». También alertó del riesgo que suponía «su conducta irresponsable» para la estabilidad económica y social de Cataluña y del conjunto de España.
Hubo una parte destinada a los ciudadanos residentes en Cataluña «Sé muy bien que en Cataluña también hay mucha preocupación y gran inquietud con la conducta de las autoridades autonómicas. A quienes así lo sienten, les digo que no están solos, ni lo estarán; que tienen todo el apoyo y la solidaridad del resto de los españoles, y la garantía absoluta de nuestro Estado de Derecho». También recalcó las claves necesarias para el funcionamiento del Estado de Derecho: «Vivimos en un Estado democrático que ofrece las vías constitucionales para que cualquier persona pueda defender sus ideas dentro del respeto a la ley. Porque, como todos sabemos, sin ese respeto no hay convivencia democrática posible en paz y libertad, ni en Cataluña, ni en el resto de España, ni en ningún lugar del mundo».
Al conjunto de los españoles les recordó que en España los principios democráticos son fuertes «porque están basados en el deseo de millones y millones de españoles de convivir en paz y en libertad». Finalizó subrayando el compromiso de la Corona con la Constitución y la democracia, el suyo personal con la unidad y la permanencia de España, y su entrega al entendimiento y la concordia entre españoles.
Según el periodista Francisco Grau Carbonell, profesor de oratoria y comunicación, en el contenido del discurso destaca la defensa de la unidad de España, la constitución y la  denuncia de la deslealtad por parte de las autoridades catalanas involucradas al violar la legalidad vigente para realizar su proyecto de secesión. El texto es ajustado, con palabras medidas pero contundentes y frases con ideas claras, sin perífrasis o circunloquios, ni digresiones innecesarias. De esta forma el mensaje del rey, además de claro y de sencilla comprensión, no deja mucho margen a interpretaciones. Su lectura fue pausada, logrando transmitir trascendencia y gravedad con pausas sostenidas después de algunas frases. Según este experto la expresividad de Felipe VI fue contenida, incluso algo escasa, a pesar del contexto institucional de este discurso. A su juicio, su duración fue muy adecuada, seis minutos, tiempo suficiente para exponer las ideas más importantes sin extenderse. Para Francisco Grau el rey logró transmitir firmeza y preocupación con sus gestos, superando las limitaciones ocasionadas al dirigirse a los espectadores sentado y detrás de una mesa.
Todas las televisiones del país conectaron con el discurso del rey  que contó con 12,5 millones de espectadores y obtuvo una cuota de pantalla del 76,7%. Su repercusión fue máxima, tanto por televisión y radio españolas como en los medios de comunicación internacionales que lo siguieron en directo.

## Hechos posteriores
El 10 de octubre, Carles Puigdemont declaró la independencia de Cataluña pero pidió suspender, durante varias semanas, los efectos de esa declaración «para emprender un diálogo para llegar a una solución acordada para avanzar en las demandas del pueblo de Cataluña». Fue suspendida por el Tribunal Constitucional el 31 de octubre y anulada el siguiente 8 de noviembre del mismo año.
Paralelamente, Mariano Rajoy discutió las medidas a aplicar para "devolver a la autonomía de Cataluña a vías de la legalidad" y el mismo día 27, tras un proceso necesario de varios días, obtuvo el respaldo del Senado a la invocación del artículo 155, por el que disolvió el Parlamento de Cataluña, desestimó el Consejo Ejecutivo de Cataluña y convocó elecciones regionales el 21 de diciembre de 2017. Ningún país reconoció la legitimidad de la declaración de independencia catalana.